# Mario Bava
Mario Bava (San Remo, 31 de julio de 1914 - Roma, 27 de abril de 1980) fue un director de cine italiano, hijo del director de fotografía y escultor Eugenio Bava, y padre del cineasta Lamberto Bava. Dirigió las influyentes películas de terror La máscara del demonio, Bahía de Sangre y Seis Mujeres para el Asesino. Es reconocido por ser uno de los pioneros del subgénero italiano de terror giallo.

## Vida personal
Mario Bava nació en San Remo, Italia, el 31 de julio de 1914, siendo hijo del director de fotografía y escultor Eugenio Bava. Estudió Bellas Artes para luego dedicar su vida al cine, primero como camarógrafo y luego en calidad de director de fotografía. Como director de fotografía, trabajó a las órdenes de directores como Jacques Tourneur.
Fue padre del director Lamberto Bava.

## Carrera cinematográfica
Tras dirigir varios documentales sobre música y algunas escenas de Caltiki il mostro immortale (de Riccardo Freda) y La batalla de Marathon, dirigió su primer film completo: La máscara del demonio, obra mítica del cine de terror italiano. Después, dirigió otros filmes de terror con actores de la talla de Boris Karloff. 
Sus siguientes trabajos dieron inicio a una nueva corriente cinematográfica: el giallo. Generalmente se considera a Seis mujeres para el asesino la primera muestra de esa corriente, siendo él y Dario Argento los directores más representativos de ella. Otro de los clásicos de Bava es Bahía de sangre, que puso de moda el cine de psicópatas.
En sus últimos años, Mario Bava volvería al cine de terror y fantástico. Su última película fue Shock, antes de fallecer por un paro cardiaco.

## Filmografía
- L´orecchio (cortometraje) (1946)
- Santa notte (cortometraje) (1947)
- Leggenda sinfónica (cortometraje) (1947)
- Anfiteatro Flavio (cortometraje) (1947)
- Variazioni sinfoniche (cortometraje (1949)
- L'amore nell'arte (cortometraje) (1950)
- Ulises (sin acreditar; dirigida en general por Mario Camerini; además del trabajo de ayuda de dirección, Bava dirigió el episodio de Polifemo) (1954)
- Los vampiros (director de fotografía, dirigida por Riccardo Freda) (1956)

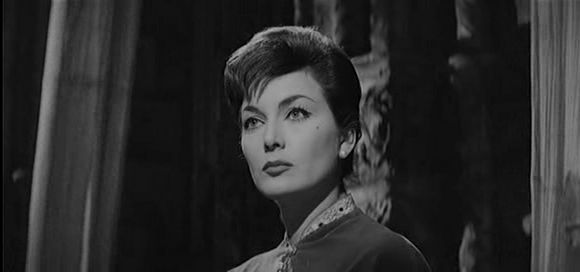
Gianna Maria Canale en un fotograma de Los vampiros.

- Hércules (director de fotografía, dirigida por Pietro Francisci) (1957)
- Hércules encadenado (director de fotografía, dirigida por Pietro Francisci) (1958)
- Caltiki il mostro immortale (sin acreditar, dirigida por Riccardo Freda) (1959)
- La batalla de Maratón (sin acreditar, dirigida por Jacques Tourneur y Bruno Vailati) (1959)
- La máscara del demonio (La maschera del demonio, 1960)

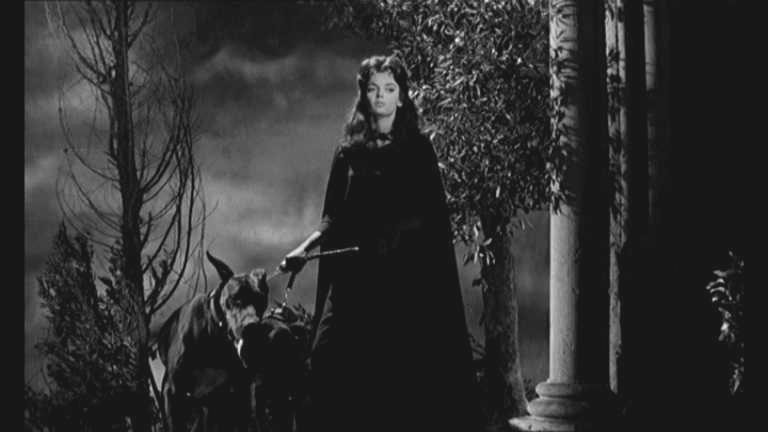
Barbara Steele en La máscara del demonio.

- Esther y el rey (Esther and the king), (director de fotografía; dirigida por Raoul Walsh) (1960)
- La furia de los vikingos (Gli invasori, 1961)

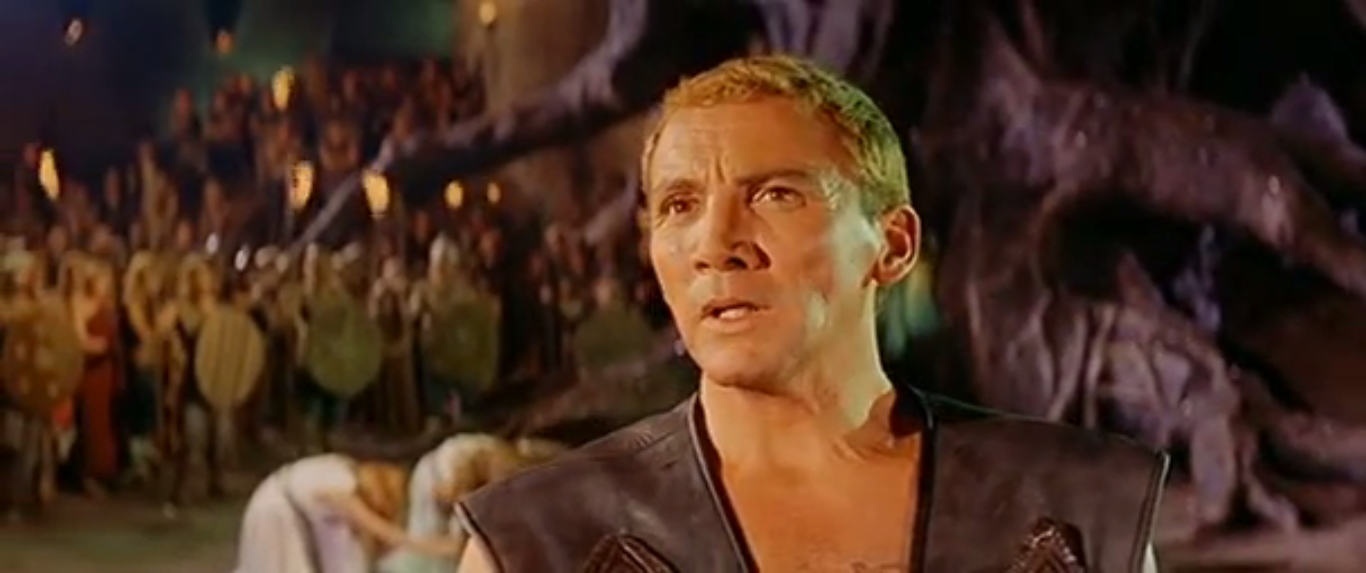
Cameron Mitchell en La furia de los vikingos.

- Le meraviglie di Aladino (1961, codirigida por Henry Levin)
- Hércules en el centro de la Tierra (1961)
- La muchacha que sabía demasiado (La ragazza che sapeva troppo, 1963)
- La frusta e il corpo (firmada como John M. Old, (1963)
- Las tres caras del miedo (I tre volti della paura, 1963)
- Seis mujeres para el asesino (Sei donne per l'assassino, 1964)

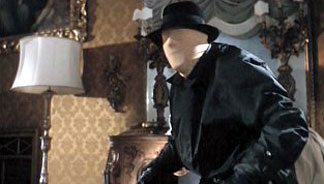
Fotograma de Seis mujeres para el asesino.

- La strada per Fort Alamo (1964, dirigida con el seudónimo de John M. Old)
- Terror en el espacio (Terrore nello spazio, 1965)
- Operazione paura (1966)
- Los cuchillos del vengador (I coltelli del vindicatore, 1966)
- Réquiem por un pistolero (1966)
- Le espie vengono dal semifreddo (1966)
- Diabolik (1968)
- Un hacha para la luna de miel (Il rosso segno della follia, 1969)
- L'Odissea (miniserie de televisión dirigida por Franco Rossi, con el episodio de Polifemo dirigido por el propio Bava; 1969)
- Quante volte... questa notte (1969)
- Roy Colt y Winchester Jack (Roy Colt and Winchester Jack, 1969)
- Cinco muñecas para la luna de agosto (Cinque bambole per la luna d'agosto, 1970)
- Bahía de sangre (L'ecologia del delitto, 1971)
- Gli orrori del castello di Norimberga (1972)
- El diablo se lleva a los muertos (1973)
- Cani arrabbiati (1974)
- Shock (1977)
- La Venere d'Ille (televisión) (1979)